# Herb województwa krakowskiego
Herb województwa krakowskiego – w polu czerwonym orzeł w złotej koronie, z głową zwróconą w lewo, przez skrzydła ma złotą linię. Jest to też herb ziemi krakowskiej.

## Opisy w źródłach historycznych
Ziemia krakowska. Oto początek mojej opowieści. Dawnym symbolem całego Królestwa Polskiego i jego stolicy jest orzeł biały, dzierżący na głowię złotą koronę, z rozpostartymi skrzydłami, ozdobiony złotą pręgą, w czerwonym polu; jedynie król, książę i monarcha Polski zwykł nosić ten znak w swojej tarczy, a także ziemia krakowska, matka i metropolia, stolica wszystkich ziem i krain Królestwa Polskiego; nikomu innemu nie wolno używać symbolu o tak wyrazistym blasku, podobnego do znaku sąsiedniego Cesarstwa Rzymskiego: tak jak ono nosi czarnego orła w złotym polu, tak Królestwo Polskie nosi białego w czerwonym. Jednakże żaden inny król nie może z królem lub Królestwem Polskim pod względem tożsamości i doskonałości symbolu konkurować. Przez wzgląd na Wielkie Księstwo Litewskie król Polski pieczętuje się uzbrojonym mężczyzną, trzymającym w wyciągniętej ręce miecz błyszczący, niosącym na ramieniu podwójny krzyż, na białym koniu.

Krakowskie Woiewodztwo ná choragwi używa Orłá białłego w złotey Koronie, w cżerwonym polu, á przez skrzydłá ma złota linia.

[W] czerwonem polu orzeł biały w złotej koronie, ze złotą na skrzydłach pręgą.

## Dawniej
Za czasów Królestwa Polskiego oraz Rzeczypospolitej Obojga Narodów wizerunek orła krakowskiego nie był sprecyzowany. Na ilustracji do Statutu Łaskiego widnieje orzeł zwrócony w lewo, bez złotej pręgi na skrzydłach. W późniejszej ikonografii pojawia się złota przepaska, ale orzeł czasem zwrócony jest w prawo. Dopiero herby w królestwie kongresowym i II Rzeczypospolitej były dokładnie opisane.

## Współcześnie
Dziś do herbu województwa krakowskiego nawiązują herby województw małopolskiego i świętokrzyskiego.

## Galeria

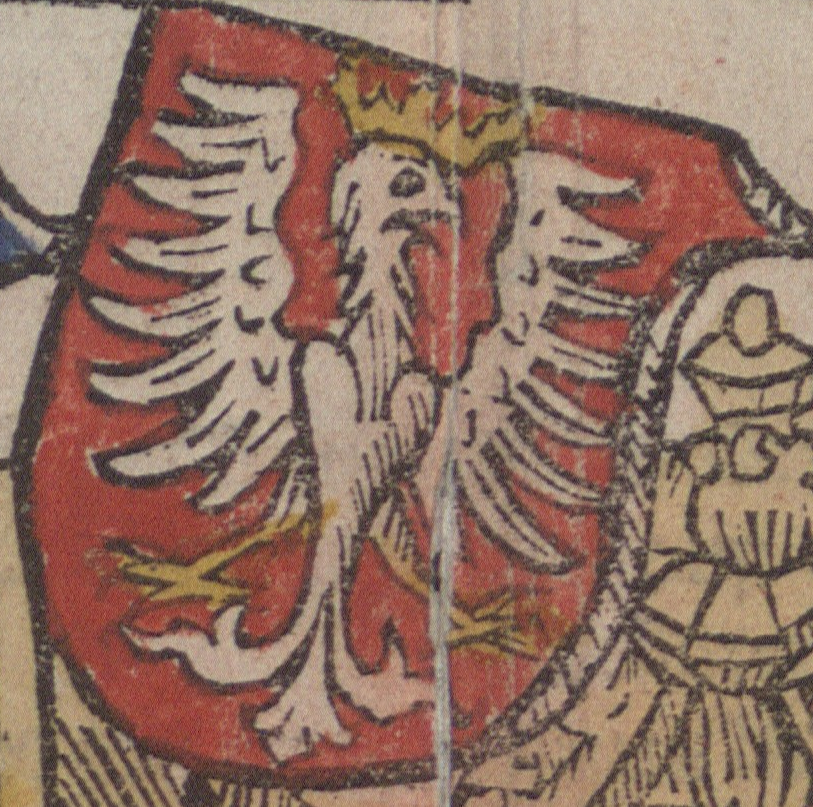
Herb ziemi krakowskiej w Statucie Łaskiego (1506).
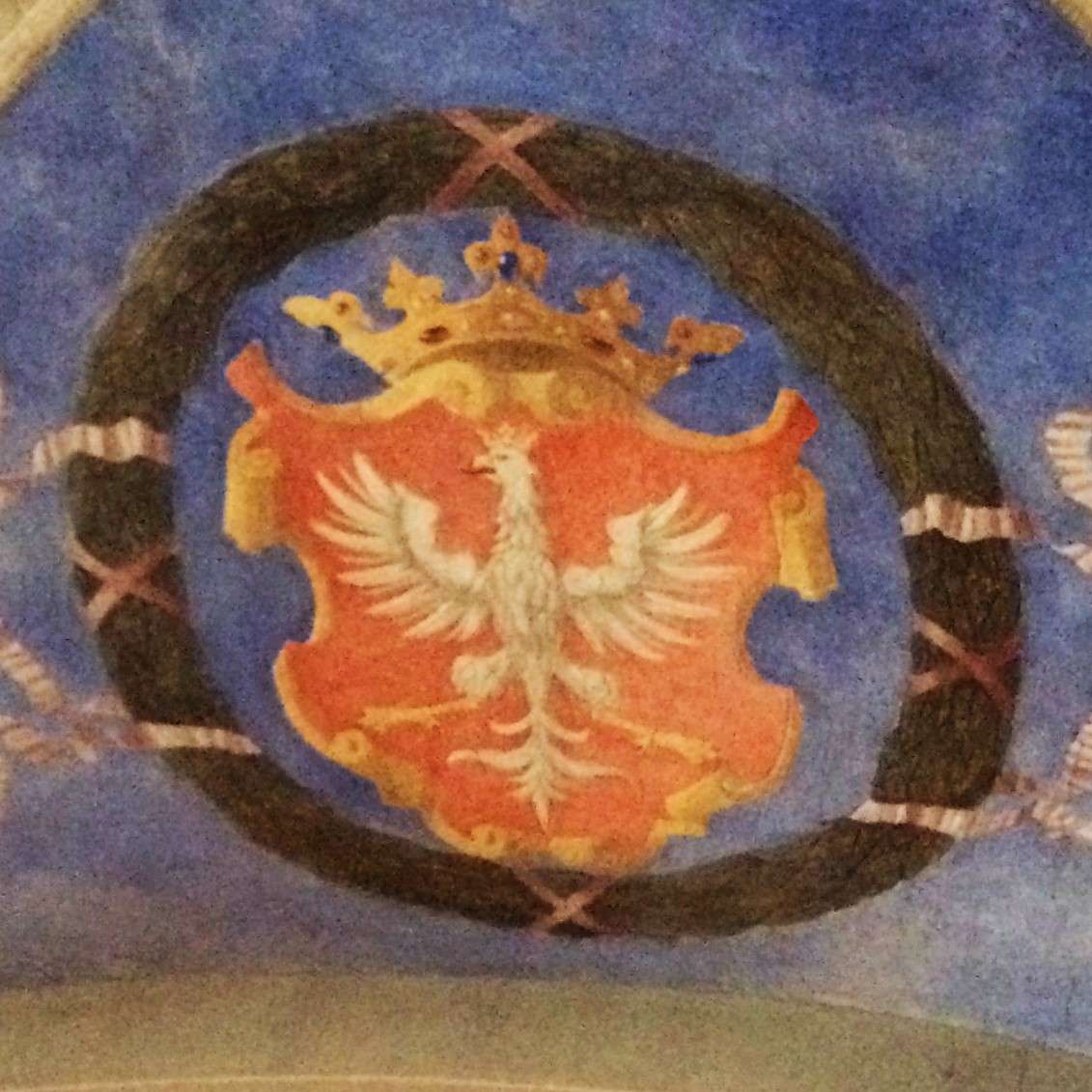
Herb województwa krakowskiego na sklepieniu dawnej Izby Poselskiej na Zamku Królewskim w Warszawie.
Herb województwa krakowskiego w herbarzu Kaspra Niesieckiego (1743).
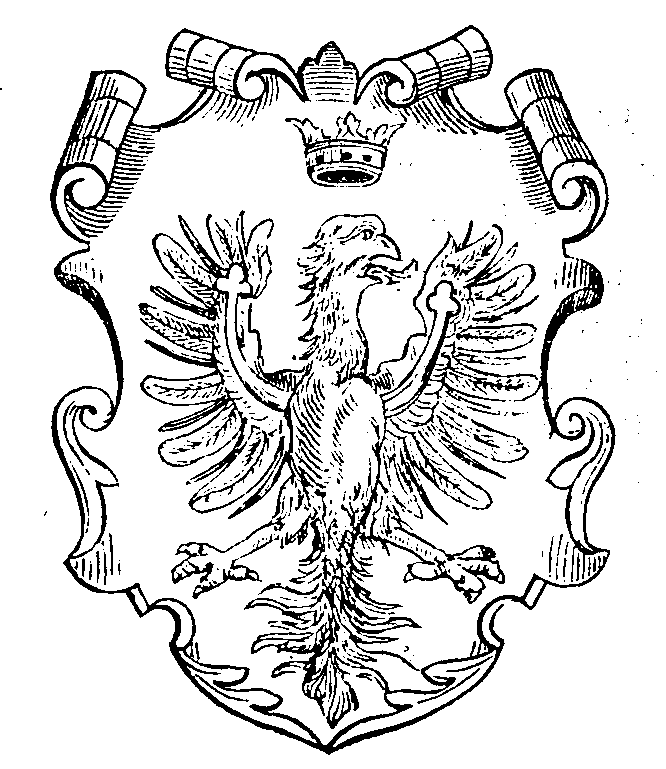
Herb województwa krakowskiego w XIX-wiecznym wydaniu herbarza Bartosza Paprockiego (1858).
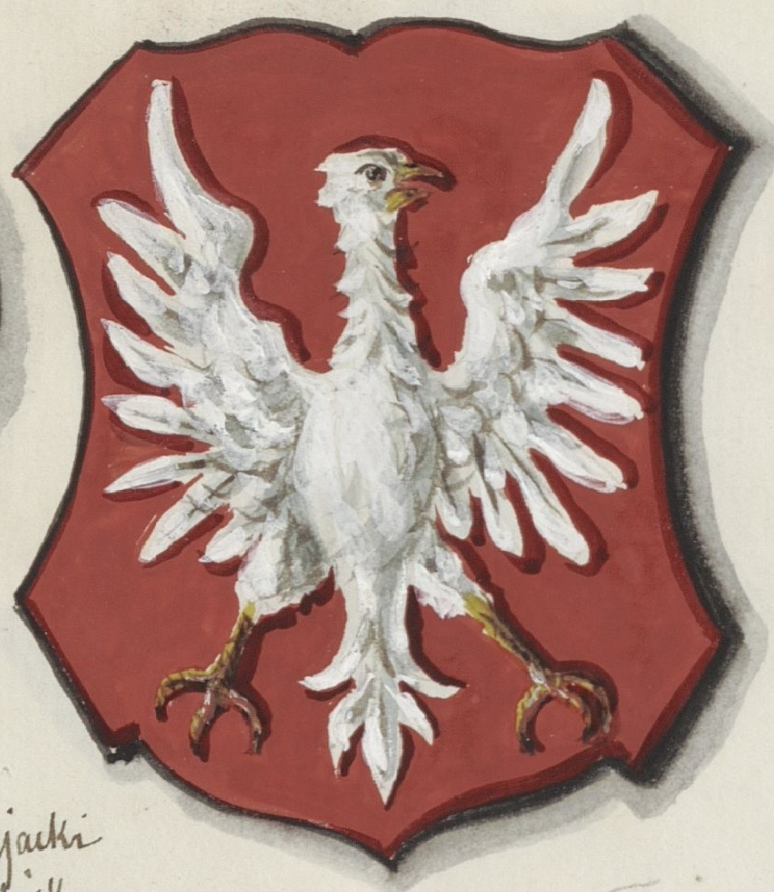
Herb województwa krakowskiego w herbarzu Bolesława Starzyńskiego (1875–1900).
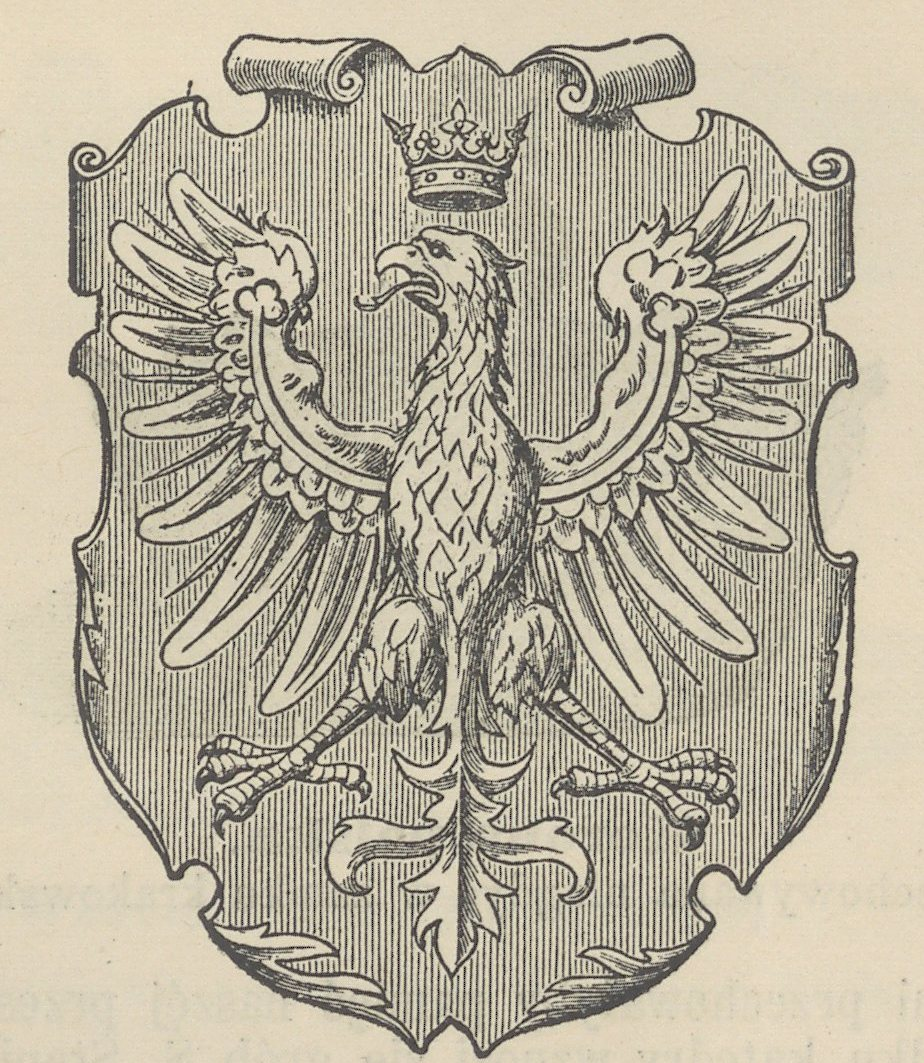
Herb województwa krakowskiego w Podręczniku geografii ojczystej Wł. Dyniewicza (1894).
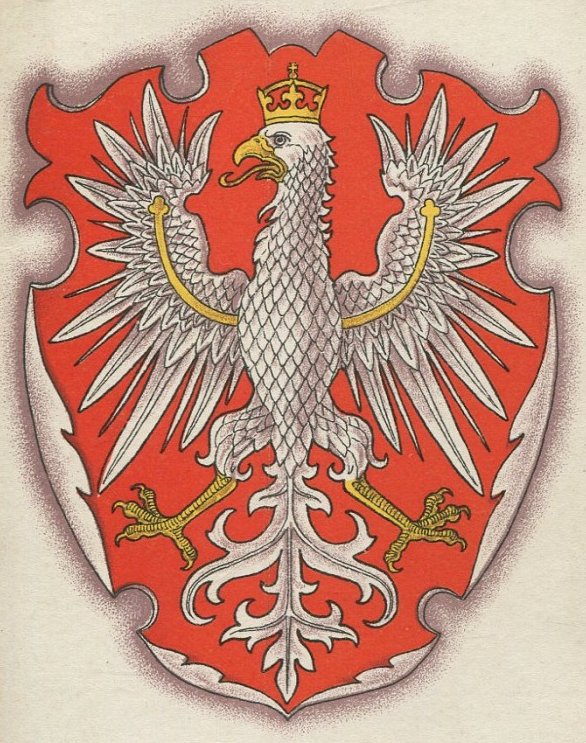
Herb województwa krakowskiego w wykonaniu Stanisława Eljasz-Radzikowskiego na jednej z pocztówek wydanych przez Towarzystwo Szkoły Ludowej (1910).
Współczesna rekonstrukcja herbu województwa krakowskiego z czasów I Rzeczypospolitej.
Herb województwa krakowskiego w czasach Kongresówki.
Herb województwa krakowskiego w czasach II Rzeczypospolitej.